# Bebe Kete
Bebe Kete est une localité du Cameroun située dans la commune de Misaje et le département du Donga-Mantung.

## Population
En 1970, Bebe Kete comptait 497 habitants, du clan Misaje. À cette date le village était doté d'une école privée presbytérienne.
Lors du recensement de 2005, on a dénombré 1 260 personnes : soit 651 femmes et 609 hommes.